# Sani Sakakini
Sani Sakakini (in arabo سني سكاكيني‎?; Ramallah, 19 agosto 1988) è un cestista palestinese.

## Carriera
Con la Palestina ha disputato i Campionati asiatici del 2015.